# Stadion Hutnika Warszawa
Le Stadion Hutnika Warszawa est un stade de football polonais situé à Bielany, quartier nord-ouest de Varsovie, la capitale du pays.
Le stade, doté de 6 000 spectateurs et inauguré en 1985, sert d'enceinte à domicile à l'équipe de football du Hutnik Varsovie.

## Histoire
Le stade ouvre ses portes en 1985 (le Hutnik Varsovie jouait auparavant ses matchs sur le terrain de l'ancien aéroport puis au Stadion Marymontu Warszawa).
Il est un temps prévu d'installer autour du terrain une piste cendrée pour la pratique de l'athlétisme, mais le projet n'aboutit pas.
Le stade est rénové en 2021.